# هنگامه حمیدزاده
هنگامه حمیدزاده (زادهٔ ۴ بهمن ۱۳۶۷ در تهران) بازیگر سینما و اهل ایران است. او در سال ۱۳۸۷ با ایفای نقش در کنار رضا عطاران در مجموعه تلویزیونی بزنگاه شناخته شد. حمیدزاده در سال ۱۳۹۲ برای بازی در فیلم اشباح برنده دیپلم افتخار بهترین بازیگر نقش مکمل زن در سی‌ و دومین جشنواره فیلم فجر شده است.

## فیلم‌شناسی

### سینما
| سال  | نام فیلم     | نقش   | کارگردان         |
| ---- | ------------ | ----- | ---------------- |
| ١٣٩٩ | زد و بند     |       | داوود نوروزی     |
| ١٣٩۶ | به وقت خماری | مژده  | محمدحسین لطیفی   |
| ١٣٩۴ | آبنبات چوبی  | مارال | محمدحسین فرح بخش |
| ١٣٩٣ | متولد ۶۵     | خاطره | مجید توکلی       |
| ١٣٩٢ | اشباح        | رزا   | داریوش مهرجویی   |
| ١٣٨٨ | آل           | فریبا | بهرام بهرامیان   |
| ١٣٨٧ | دلخون        | نسرین | محمدرضا رحمانی   |

### تلویزیون
| سال  | نام سریال   | نقش    | کارگردان   |
| ---- | ----------- | ------ | ---------- |
| ١٣٨٧ | بزنگاه      | فرزانه | رضا عطاران |
| ١٣٨۶ | سایه تنهایی | دریا   | بیژن شکریز |

## جوایز
- دیپلم افتخار بهترین بازیگر نقش مکمل زن برای فیلم اشباح در سی و دومین دوره جشنواره فیلم فجر (۱۳۹۲)